# Diodo IMPATT
El diodo IMPATT, o diodo Read, toma su nombre del acrónimo inglés IMPact ionization Avalanche Transit Time (en español, Tiempo de Tránsito por Avalancha con Ionización por Choque).
El diodo funciona por el efecto de avalancha, utilizándose en régimen pulsante. Se polariza negativamente con un tensión de corriente continua (DC) cercana al valor de ruptura y se le inyecta superpuesta una señal de radiofrecuencia (RF).
Durante los semiciclos positivos de la señal de RF se produce el efecto "avalancha".
La corriente de avalancha solo interrumpe su crecimiento con la llegada del semiciclo negativo.
Pueden operar desde los 3 GHz hasta más allá de los 100 GHz.
Es utilizado para la generación de microondas en radares de seguridad domiciliaria.